# Bizarrap
Bizarrap, pseudonimo di Gonzalo Julián Conde (Ramos Mejía, 29 agosto 1998), è un produttore discografico e disc jockey argentino specializzato nei generi rap, trap e
latin trap.
È conosciuto soprattutto per le sue BZRP Music Sessions che ha prodotto insieme a svariati artisti, tra cui Nathy Peluso, Nicky Jam, Anuel AA, Morad, Trueno, L-Gante, Paulo Londra, Quevedo, Duki e Shakira.

## Carriera

### Gli inizi
La sua carriera è iniziata nel 2017 con i Combos locos dove inseriva gli highlights delle battaglie freestyle locali in modo ironico attraverso remix e clips creati da lui stesso e nel mentre produceva remix per i suoi amici Lit Killah, Kodigo, Ecko e altri rapper della scena argentina. La prima hit ad aver avuto successo è stato il BZRP remix di "No Vendo Trap" di Duki ed è grazie a quest'ultimo che anche altri artisti argentini come Dani, Ecko, Paulo Londra e Khea hanno aperto le porte per i remix delle proprie canzoni.

### Successo nazionale
La prima BZRP Freestyle Session è stata rilasciata il 17 novembre del 2018 con Kodigo. Poco a poco anche altri referenti tali come Sony o Acru hanno partecipato e rilasciato la propria BZRP Freestyle Session; nel febbraio successivo Bhavi ha inaugurato la prima BZRP Music Session.

### Successo internazionale
La sua sessione BZRP con il maggior numero di visualizzazioni è la BZRP Music Session 52 di Quevedo, che raggiunge oltre 420 milioni di visualizzazioni a partire dal 7 luglio 2022. La sessione successiva, #53, pubblicata il 12 gennaio 2023, vede protagonista Shakira e ha un’ampia risonanza mediatica.
Nel dicembre del 2020, Bizarrap diventa l'artista e produttore argentino più ascoltato al mondo con più di 11 milioni di ascoltatori mensili su Spotify, entrando tra i 300 artisti più ascoltati al mondo. Il suo ritorno nel 2021 arriva con uno dei più grandi artisti reggaeton: Nicky Jam. Il videoclip ufficiale ha superato gli otto milioni e mezzo di visualizzazioni in meno di 12 ore. Nel marzo del 2022 si presenta al Lollapalooza Argentina 2022 chiudendo la prima giornata di festival con un show di più di 94.000 persone. Diventa molto popolare tra i giocatori argentini nel 2022 durante i mondiali di calcio, stringendo anche una forte amicizia con Paulo Dybala.
Nel luglio 2022 realizza con Quevedo il singolo Quevedo: Bzrp Music Sessions Vol. 52, che raggiunge la vetta in dodici classifiche tra cui quelle di Spagna, Italia, Messico e Argentina. Nel gennaio 2023 collabora con Shakira in Shakira: Bzrp Music Sessions Vol. 53, brano che ottiene immediatamente una grande rilevanza mediatica e un notevole successo commerciale.

## Discografia
Oltre alle FreeStyle Music Sessions e alle Bzrp Music Sessions (tra le quali la Quevedo: Bzrp Music Sessions Vol. 52 e Shakira: Bzrp Music Sessions Vol. 53) pubblicate sul suo canale YouTube e Spotify, Bzrp ha pubblicato anche i seguenti singoli.

### Singoli
- 2019 – Like Boss (con Frijo, Moonkey, Polimá Westcoast, Akapellah, Duki, Santos e Zanto)
- 2019 – Lil Baby (con Pekeño 77)
- 2020 – Flexin' (con Lit Killah)
- 2020 – Mamichula (con Trueno e Nicki Nicole)
- 2020 – Jugador del Año (con Trueno e Acru)
- 2020 – Verte (con Nicki Nicole e Dread Mar-I)
- 2021 – YaMeFui (con Nicki Nicole e Duki)
- 2021 – Unfollow (con Duki e Justin Quiles)
- 2022 – Pinta (con L-Gante)
- 2023 – Baby Hello (con Rauw Alejandro)